# 波士頓 (喬治亞州)
波士頓（英語：Boston）是一個位於美國喬治亞州托馬斯縣的城市。

## 地理
波士頓的座標為30°48′00″N 83°47′00″W / 30.80000°N 83.78333°W，而該地的平均海拔高度為63米（即207英尺）。

## 人口
根據2010年美國人口普查的數據，波士頓的面積為5.80平方千米，當中陸地面積為5.80平方千米，而水域面積為0.00平方千米。當地共有人口1315人，而人口密度為每平方千米226.72人。